# Frederik Villmow
Frederik Villmow (* 1993 in Köln) ist ein deutscher Jazzmusiker (Schlagzeug, Komposition), der in Oslo lebt.

## Leben und Wirken
Villmow ist der Sohn des Jazzmusikers Michael Villmow; er wuchs in Pulheim auf und spielte bereits als Kind Schlagzeug. Er studierte von 1993 bis 1995 an der Codarts Hogeschool voor de kunsten in Rotterdam; daneben spielte er im Jugendjazzorchester NRW. Sein Masterstudium absolvierte er bei Jazzlinja an der Technisch-Naturwissenschaftlichen Universität in Trondheim.
Villmow trat mit Musikern wie Carl Winther, Carsten Dahl, Knut Riisnæs, Andreas Dreier, Alan Skidmore, Marc Doffey, Jerry Lu, Bendik Hofseth oder Tore Brunborg auf. Er war außerdem an Produktionen des Gabriel Pérez SoundTrip Orchestra und der Mats Holmquist Big Band beteiligt.
Mit seinem hochkarätig besetztem Frederik Villmow Quartet feat. Tomas Franck veröffentlichte er 2019 sein Debütalbum Live in Copenhagen bei AMP Music & Records. Er war in Skandinavien, England, Irland, Mitteleuropa, Frankreich, Polen, Griechenland, den Vereinigten Emiraten und Kuwait auf Tournee, etwa im Quintett mit den beiden Tenorsaxophonisten Marc Doffey und Julius Gawlik. 2021 folgte mit seinem Frederik Villmow Trio, zu dem der Pianist Vigleik Storaas und der Bassist Bjørg Marit Heggem gehören, sein zweites Album Motion bei Losen Records, das neben Eigenkompositionen auch Jazzstandards enthält.